# Тит Манлий Сергиан
Тит Ма́нлий Сергиа́н (лат. Titus Manlius (Torquatus) Sergianus; I век до н. э.) — древнеримский государственный и военный деятель из плебейского рода Манлиев, служивший под началом триумвира Марка Эмилия Лепида в Дальней Испании.

## Биография
По одной из версий, Тит Манлий приходился родственником монетарию в 118 или 117 году до н. э., служившему легатом в армии Гая Мария во время войны с Югуртой. О гражданско-политической карьере самого Тита известно благодаря одной сохранившейся монете, обнаруженной в Брутобриге и датируемой периодом около 42 года до н. э. Из её надписи следует, что его отец носил такой же преномен. Согласно гипотезе канадского антиковеда Роберта Броутона, в это время Сергиан в качестве легата-пропретора служил в Дальней Испании под началом триумвира Марка Эмилия Лепида. Кроме того, Тит Манлий вполне может быть отождествлён с Титом Торкватом, которого Марк Туллий Цицерон в своей речи в защиту пленного царя Дейотара (45 год до н. э.) называет «наилучшим юношей» (optimus adulescens).